# Con amore e fischi
Con amore e fischi (With Love and Hisses) è un cortometraggio muto del 1927 diretto da Fred Guiol con protagonisti Laurel & Hardy.

## Trama
Cuthbert Hope è un soldato un po' tonto, che si trova alla stazione insieme ad altri commilitoni ed al sergente Banner in attesa di partire per l'accampamento militare. Già da subito Cuthbert è causa di guai sia al sergente che al capitano Bustle, che giunge alla stazione in compagnia di due donne. Il soldato, involontariamente, fa inciampare il capitano ed impedisce più volte a Banner di preparasi una sigaretta ed, infine, si accomoda nello scompartimento del capitano da cui viene cacciato dal sergente che già si era fatto notare per aver infastidito le due accompagnatrici del suo superiore. Il sergente, a sua volta, si corica sul letto del capitano, divorandosi anche un cesto di frutta a questi riservato. Durante il viaggio, poi, Cuthberth sempre senza volerlo, imbratta di salsa il viso del capitano e, alla fine, è costretto ad indossare la maschera antigas per difendersi dagli effluvi non proprio olezzanti del cibo consumato da un altro commilitone con cui divide l'affollato scompartimento. Il reggimento giunge, comunque, al campo Klaxon dove la sveglia suona alle sei del mattino. Qui Cuthbert dimostra tutta la sua impreparazione militare e la sua dabbenaggine facendo infuriare il capitano che per punizione ordina al sergente ed ai suoi uomini, tra cui Cuthbert, di marciare sotto il sole. Dopo tre ore, stanchi ed sudati, i soldati giungono nei pressi di un lago dove si tuffano. Banner ordina, però, a Cuthbert di restare a guardia dei vestiti di tutti e poi si tuffa anch'egli dopo aver incautamente gettato per terra un mozzicone di sigaretta acceso. Cuthbert, vedendo gli altri soldati divertirsi a sguazzare non resiste e si butta pure lui nell'acqua, causando l'ira del sergente che si sente disubbidito.
Nel frattempo, all'accampamento giunge il maggiore generale Rohrer che ha intenzione di passare in rassegna il reggimento. Viene, dunque, fatta suonare la tromba per l'adunata. I soldati in acqua sentono gli squilli e raggiungono rapidamente la riva ma trovano che le loro uniforme sono andate a fuoco, a causa della sigaretta buttata dal sergente che ha provocato un piccolo falò. Rimasti nudi, i soldati non trovano di meglio che ripararsi dietro il grande cartellone pubblicitario di un film ma vengono infastiditi prima da una puzzola e poi da uno sciame di vespe che li mette in fuga, giungendo di corsa al campo, dove tutti i soldati vengono attaccati dalle vespe tra lo scompiglio generale. Alla fine, i soldati e il sergente si ritroveranno con il posteriore gonfio a causa delle punture delle vespe.

## Produzione
Il film - un cortometraggio di 21 minuti - fu prodotto da Hal Roach e venne girato negli Hal Roach Studios, all'8822 di Washington Blvd., a Culver City e al Griffith Park, al 4730 di Crystal Springs Drive, a Los Angeles.

## Distribuzione
Distribuito dalla Pathé Exchange, uscendo nelle sale il 28 agosto 1927.